# کمدی موقعیت

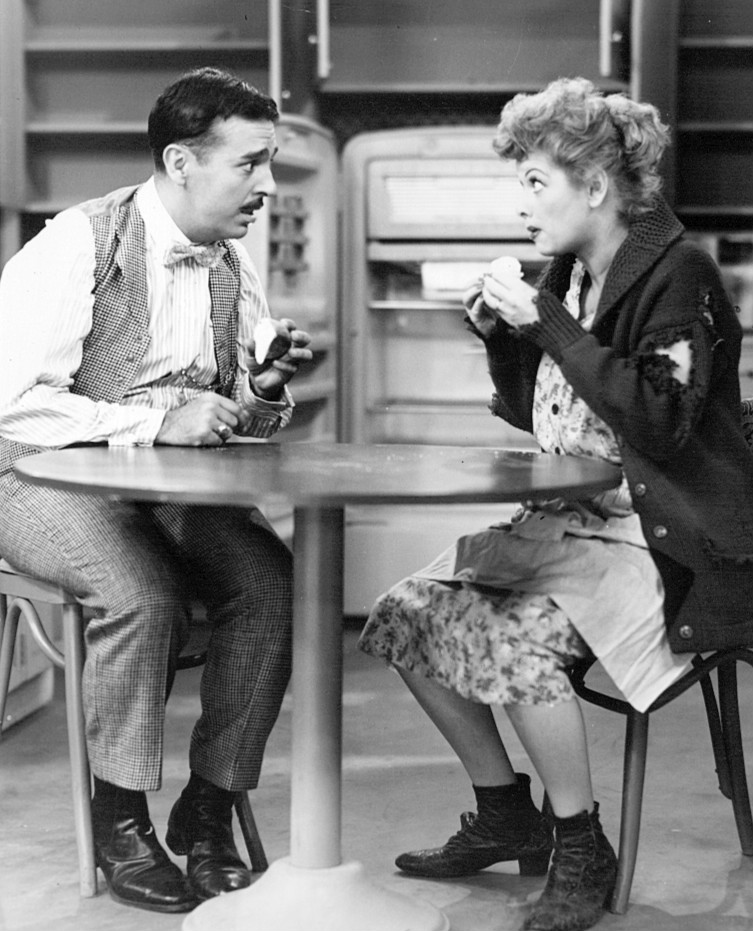
تصویری از برنامه تلویزیونی آمریکایی عاشقتم لوسی که اغلب یکی از تأثیرگذارترین برنامه‌های تلویزیونی در تاریخ محسوب می‌شود

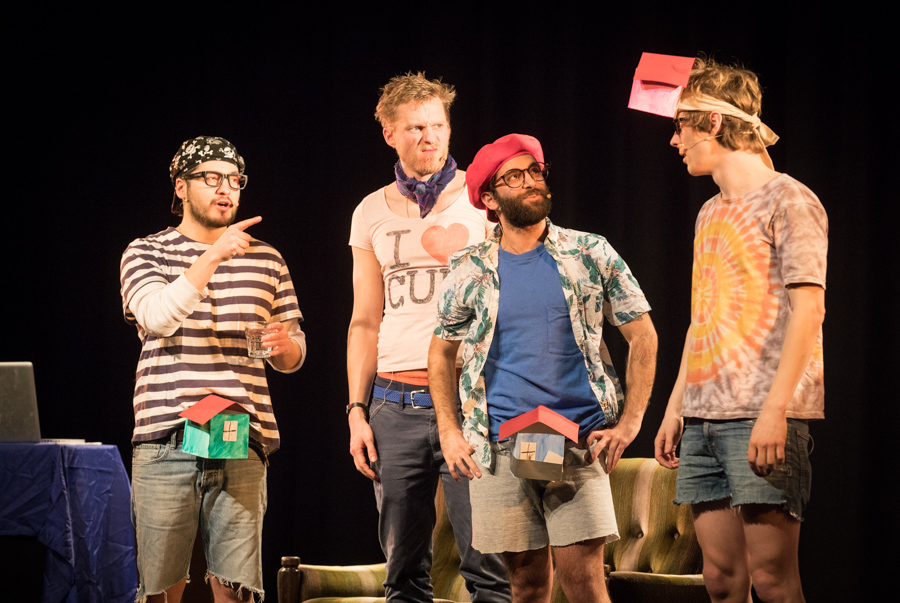
سیتکام لایو

کمدی موقعیت (به انگلیسی: situation comedy) یا سیت‌کام (به انگلیسی: Sitcom) گونه‌ای از کمدی است که در آن شخصیت‌های فیلم یا سریال در مکان‌های عادی مانند محل کار یا خانه حضور دارند و فعالیت‌های روزانه آن‌ها با حرکات یا دیالوگ‌های طنز انجام می‌شود. هنگام گفتن هر نکتهٔ طنزآمیز، معمولاً صدای خنده استودیویی زنده یا از پیش ضبط شده پخش می‌شود.
از معروفترین سیت‌کام‌های خارجی می‌توان به بروکلین نه-نه، ساینفلد، دوستان، کامیونیتی، بله آقای وزیر، مالکوم در میانه، زیاد ذوق‌زده نشو، به گفته جیم، آشنایی با مادر، دو مرد و نصفی، سریال اداره، خانواده امروزی، جذابان کلیولند، تئوری بیگ بنگ و مستر بین اشاره کرد.
همچنین از سیتکام‌های ایرانی می‌توان پایتخت، ساختمان پزشکان و پاورچین را نام برد.